# Gerhard Szczurek
Gerhard Szczurek, ps. Ryś, Erg (ur. 1 marca 1912 w Goduli, zm. 28 grudnia 1946 w Katowicach) – uczestnik konspiracji antyniemieckiej, po wojnie współorganizator i dowódca Okręgu Śląskiego Konspiracyjnego Wojska Polskiego, skazany na śmierć po procesie pokazowym.

## Życiorys

### Przed II wojną światową
Gerhard Szczurek urodził się w Goduli, w rodzinie Franciszka i Marii z domu Bogockiej 1 marca 1912 roku. Ukończył gimnazjum oraz cztery semestry Szkoły Budowy Maszyn. Był żandarmem, należąc do jednostki w Lublinie w latach 1932–1937. Od 1937 roku Gerhard Szczurek kontynuował naukę i pracował  w kopalni „Paweł” w Rudzie Śląskiej-Chebziu.

### Okres II wojny światowej
We wrześniu 1939 roku brał udział w wojnie obronnej, po czym dostał się do niemieckiej niewoli. W listopadzie uciekł z niewoli i przebywał w okolicach Radomia i Kielc. Tam rozpoczął działalność konspiracyjną, w 1942 roku wstąpił do Armii Krajowej. Dowodził plutonem, a po awansowaniu do stopnia kapitana został dowódcą kompanii a potem batalionu. Jego terenem działania były Góry Świętokrzyskie oraz okolice Radomia.
W 1944 roku ożenił się z Anną Sławińską. Małżeństwo mieszkało min. w Krakowie, Bochni i Myślenicach. Na początku 1945 roku trafił do niemieckiej niewoli i został przewieziony do Wałbrzycha. Tam doczekał zakończenia wojny.

### Działalność konspiracyjna po II wojnie Światowej
Pod koniec maja 1945 roku powrócił do Goduli i rozpoczął pracę w kopalni „Paweł”. W październiku 1945 roku skontaktował się osobiście z kpt. Stanisławem Sojczyńskim ps. „Warszyc”. Omówiono wówczas zasady dalszego prowadzenia walki z ZSRR i z nową władzą w Polsce. W listopadzie G. Szczurek wraz z Pawłem Stopą (ps. „Dąb”) i Stefanem Guertlerem (ps. „Tse”) przystąpili do organizowania Konspiracyjnego Wojska Polskiego na terenie województwa śląsko-dąbrowskiego. 
W połowie następnego roku zaczęto tworzyć poakowską organizację konspiracyjną o nazwie „Klimczok”. Organizacja opierała się na byłych żołnierzach Armii Krajowej. W szczytowym okresie „Klimczok” liczył około 500 członków. „Klimczok” był podzielony na trzy grupy (Cezar I, Cezar II i Cezar III), które w założeniu miały stanowić docelowo trzy bataliony. „Klimczok” organizacyjnie stanowił szczebel wojewódzki, dowodzony przez G. Szczurka. Podlegały mu Komendy Powiatowe zlokalizowane w Bytomiu, Katowicach, Gliwicach, Rybniku, Pszczynie i w Cieszynie. Jako Komendant Okręgu kpt. Szczurek podlegał bezpośrednio kpt. Sojczyńskiemu (ps. „Warszyc”).
Gerhard Szczurek został zatrzymany w Goduli 6 czerwca 1946 roku na podstawie informacji agenta aparatu bezpieczeństwa o pseudonimie „Jan”, związanego w czasie wojny z AK. Funkcjonariusze Wojewódzkiego Urzędu Bezpieczeństwa Publicznego, po konsultacji z Ministerstwem Bezpieczeństwa Publicznego, zaproponowali zatrzymanemu dekonspirację i zdanie broni całego Okręgu Śląskiego KWP. W zamian obiecywano zaprzestanie represji wobec członków siatki oraz ich rodzin. Gerhard Szczurek przystał na tę propozycję i do lipca 1946 roku nastąpiło rozbicie całej struktury konspiracyjnej. Wbrew wcześniejszym ustaleniom z funkcjonariuszami aparatu bezpieczeństwa, 21 członków organizacji aresztowano i postawiono przed sądem. Trzydniowy proces pokazowy rozpoczął się w sali kina „Zorza” w Katowicach, 15 października 1946 roku. Wyrok zapadł 17 października w obecności kilkuset osób. Czterech oskarżonych (Szczurek, Guertler, Stopa, Kubik) zostało skazanych na karę śmierci. W grudniu  Najwyższy Sąd Wojskowy w Warszawie wyrok podtrzymał, a prezydent Bolesław Bierut nie skorzystał z prawa łaski. Wyrok wykonano w katowickim więzieniu. Gerhard Szczurek został pochowany na cmentarzu przy ul. Panewnickiej w Katowicach.
Ciało Gerharda Szczurka zostało odnalezione i ekshumowane podczas prac prowadzonych przez Instytut Pamięci Narodowej w dniach od 16 do 25 września 2019 roku.